# Variations Kakadu
Pour les articles homonymes, voir Introduction, thème et variations.
Les Variations Kakadu, en sol majeur opus 121a de Ludwig van Beethoven sont une série de dix variations sur l'air Ich bin der Schneider Kakadu de l'opéra Die Schwestern von Prag de Wenzel Müller écrites pour trio avec piano, violon et violoncelle.

## Présentation de l'œuvre

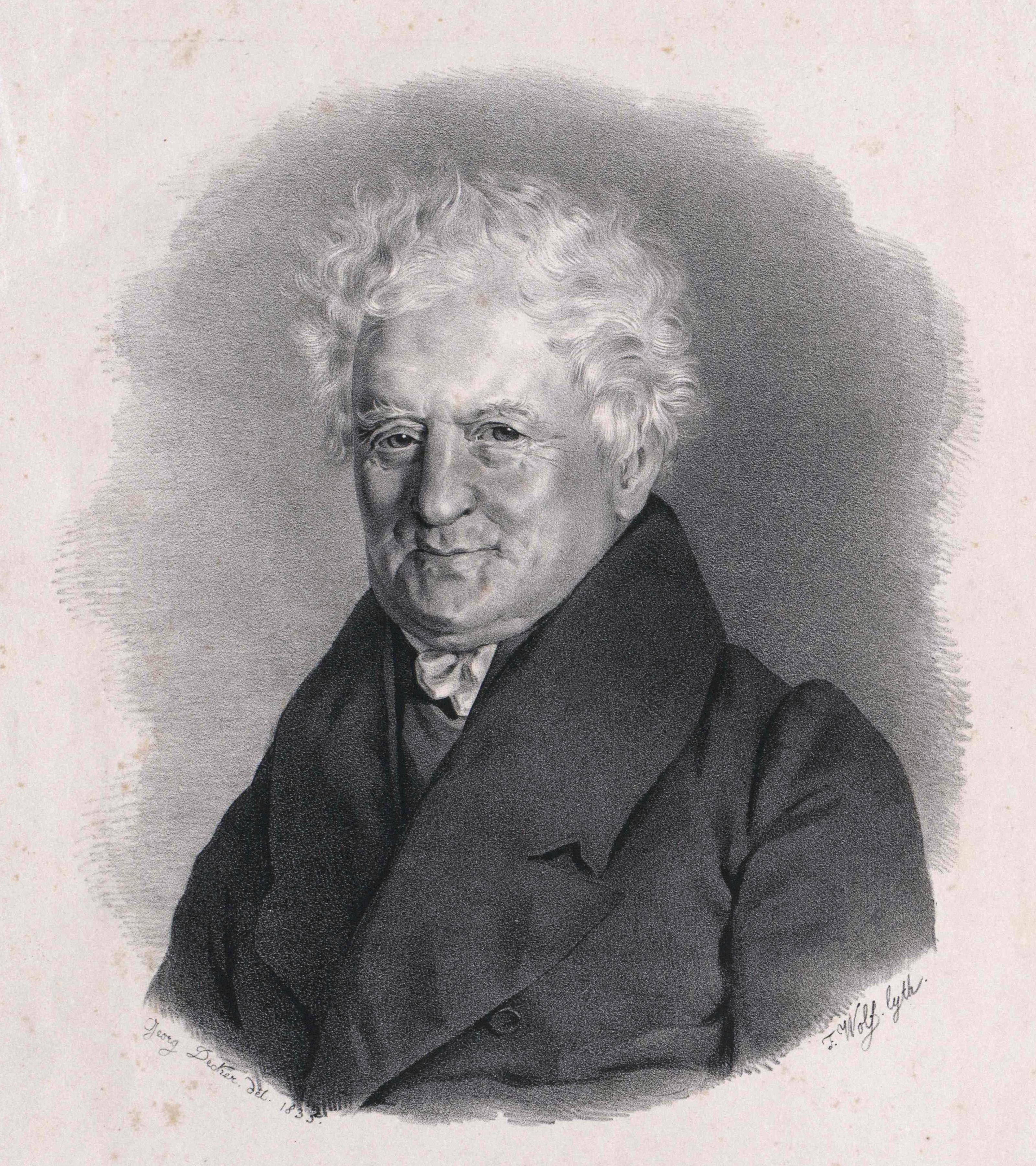
Wenzel Müller

Die Schwestern von Prag (Les sœurs de Prague), le Singspiel comique de Wenzel Müller, fut créé à Vienne en 1794.
Un des airs les plus populaires de l'opéra Ich bin der Schneider Kakadu (Je suis Kakadu le tailleur) fournit à Beethoven le thème de ses variations pour trio avec piano les plus ambitieuses.
Les premières esquisses de ces variations datent probablement de 1801,.
Le 27 août 1803, Kaspar Karl Beethoven, le frère cadet du compositeur, proposait à Breitkopf & Härtel plusieurs œuvres dont des variations pour piano, violon et violoncelle.
L'opéra de Wenzel fut repris en 1806, 1813 et 1814 ce qui incita probablement Beethoven à ressortir sa partition pour la réviser. Il remania ses variations de jeunesse pour les aligner sur l'ampleur de ses compositions pour piano les plus récentes. Considérant cette œuvre digne d'intérêt, Beethoven écrivit le 19 juillet 1816, à l'éditeur Härtel de Leipzig pour lui offrir des Variations avec une introduction et un supplément (la coda) sur un thème illustre de Muller.
Les variations seront finalement publiées chez Steiner à Vienne en 1824.
Les Variations se présentent sous la forme: Introduction, Adagio assai - Thema, Allegretto - Variations I-X - Allegretto (coda) et sa durée d'exécution est d'environ 18 minutes.
L'imposante introduction exagérément sombre en sol mineur semble annoncer un événement très sérieux et dramatique, mais le thème jovial en majeur qui émerge peu après n'a rien de dramatique ni de sérieux, sinon qu'il est soumis au travail le plus raffiné et spirituel.
La variation suit essentiellement la coupe traditionnelle en parant la mélodie de figurations de plus en plus brillantes, même si la cinquième avec ses textures contrapuntiques épurées et la septième, un duo délicat en imitation pour violon et violoncelle seuls, démontent le thème plutôt qu'elles ne l'ornent. Après une variation Adagio en mineur traditionnel, la n° 9, débordant de pathos chromatique (des échos de l'introduction lente) et une variation animée à 6/8, Beethoven se lance dans une coda longue et capricieuse tournant l'air de Müller en un fugato prétendument érudit.

## Repères discographiques
- Alfred Cortot piano, Jacques Thibaud violon, Pablo Casals violoncelle, 1926 (Naxos)[11]
- Beaux Arts Trio, 1965 (Philips)[12]
- Daniel Barenboim piano, Pinchas Zukerman violon, Jacqueline du Pré violoncelle, 1969 (EMI Classics)[13]
- Wilhelm Kempff piano, Henryk Szeryng violon, Pierre Fournier violoncelle, 1970 (DG)
- Vladimir Ashkenazy piano, Itzhak Perlman violon, Lynn Harrell violoncelle, 1984 (EMI Classics)
- The Florestan Trio, 2004 (Hyperion Records)
- Trio Wanderer, 2012 (Harmonia Mundi)